# Staurophlebia gigantula
Staurophlebia gigantula – gatunek ważki z rodziny żagnicowatych (Aeshnidae). Występuje na terenie Ameryki Południowej.